# Tribute (película de 1980)
Tribute (en castellano: Tributo) es una película estadounidense de comedia dramática de 1980 dirigida por Bob Clark y escrita por Bernard Slade, basada en su obra de teatro homónima. Es protagonizada por Jack Lemmon, Robby Benson, Lee Remick y Colleen Dewhurst.

## Reparto
- Jack Lemmon ... Scottie Templeton
- Robby Benson ... Jud Templeton
- Lee Remick ... Maggie Stratton
- Colleen Dewhurst ... Gladys Petrelli
- John Marley ... Lou Daniels
- Kim Cattrall ... Sally Haines
- Gale Garnett ... Hilary
- Teri Keane ... Evelyn
- Rummy Bishop ... Jugador de Poker
- John Dee ... Jugador de Poker
- Bob Windsor ... Jugador de Poker
- Eileen Lehman ... Enfermera
- Andrew Foot ... Actor
- Trevor Daley ... Policía

## Premios
Entró al Festival Internacional de Cine de Berlín, donde Jack Lemmon ganó el Oso de Plata a la mejor interpretación masculina.